# Osirinus santiagoi
Osirinus santiagoi är en biart som först beskrevs av Almeida 1996.  Osirinus santiagoi ingår i släktet Osirinus och familjen långtungebin. Inga underarter finns listade i Catalogue of Life.